# رندیا فورموسا
 رندیا فورموسا(نام علمی: Rosenbergiodendron formosum) نام یک گونه از تیره روناسیان است.